# Bruchterveld
Bruchterveld is een Nederlands dorp met ca. 1.095 inwoners, landelijk gelegen in de Overijsselse gemeente Hardenberg. Het ligt ten oosten van het Kanaal Almelo-De Haandrik, ongeveer tussen de buurtschap Hoogenweg en Kloosterhaar. Bruchterveld grenst ten oosten aan een uitloper van het Bentheimer Wald, rond de grens met het Duitse Landkreis Grafschaft Bentheim.

## Veen
Het Bruchterveld is een in het begin van de 20e eeuw ontgonnen heideveld, waarvan sommige veenrestanten hier en daar nog aanwezig zijn. Als ongerept stukje natuur ligt er het "Nieuwe Veen" bestaande uit een tien hectare voedselrijk moerasgebied. Door de hoge waterstand en het gebrek aan paden is het vrijwel ontoegankelijk.

## Enkele verenigingen
- VV Bruchterveld, voetbal
- Christelijke Oranjevereniging
- Christelijke muziekvereniging Excelsior'

## Bekende Bruchterveldenaren
- Spijkers en Spijkers, Riet en Truus Spijkers, modeontwerpers